# William Morris Davis
 Ovo je glavno značenje pojma William Morris Davis. Za pensilvanijskog kongresnika pogledajte William Morris Davis (kongresnik).
William Morris Davis (Philadelphia, Pennsylvania, 12. veljače 1850. – Pasadena, Kalifornija, 5. veljače 1934.), američki geograf, geolog, geomorfolog i meteorolog, često nazivan "ocem američke geografije".
Rođen je u kvekerskoj obitelji u Philadelphiji, Pennsylvania, kao sin Edwarda M. Davisa i Marije Mott Davis (kći odvjetnice Lucretije Mott koja je poznata po zastupanju žena). Diplomirao je 1869. godine na Sveučilištu Harvard gdje je sljedeće godine stekao titulu magistra inženjerstva.
Zatim se zaposlio u Córdobi, Argentina gdje je ostao tri godine. Nakon toga odlazi raditi kao asistent Nathanielu Shaleru, te je imenovan predavačem geologije na Harvardu 1879. godine. (Davis nikad nije dovršio svoj poslijediplomski doktorski studij). Iste godine oženio se Ellenom B. Warner iz Springfielda, Massachusetts.
Njegov najutjecajniji znanstveni doprinos bio je erozijski ciklus kojeg je prvi put definirao oko 1884. kao model koji prikazuje utjecaj rijeka na oblikovanje reljefa. U njegovom modelu erozijskog ciklusa (veće) rijeke podijeljene su u tri glavna odsječka: gornji, srednji i donji tok – a svaki od njih ima različite reljefne oblike i druga pridružena svojstva.
Iako je ovaj model bio ključan rani doprinos geomorfologiji, mnoge Davisove teorije o krajobraznoj evoluciji, ponekad nazivane Davisovom geomorfologijom, našle su se pod žestokom kritikom modernih geomorfologa. Osim njegovih teorija kritizirane su i njegove težnje za sukobljavanjem i diskreditiranjem drugih geomorfologa koji se nisu slagali s njegovim idejama i metodama. Štoviše, sve do umirovljenja Davis je držao monopol u istraživanju krajobrazne evolucije.
U današnje vrijeme optužba nekoga za uporabu Davisove geomorfologije ponekad se koristi za pokušaj diskreditiranja nečijih znanstvenih radova.
Davis je 1904. godine osnovao Udruženje američkih geografa, a održavao je i bliske veze s National Geographic Society u ranim godinama djelovanja ovog društva, pišući brojne članke za časopis.
Davis je umirovljen na Harvardu 1911. godine. Nakon što mu je umrla prva žena, Davis se 1914. godine oženio Mary M. Wyman iz Cambridgea, Massachusetts, a nakon njene smrti oženio se 1928. godine Lucy L. Tennant iz Miltona, Massachusetts koja ga je nadživjela.
Umro je u Pasadeni, Kalifornija nekoliko dana prije svog 84. rođendana.

## Knjige
- Geographical Essays (Boston: Ginn, 1909)

## Članci
- "Geographic methods in geologic investigations", National Geographic Magazine 1: str. 11-26 (1888)
- "The Rivers and Valleys of Pennsylvania", National Geographic Magazine 1: str. 183-253 (1889)
- "The geographical cycle", Geographical Journal, vol. 14, str. 481-504 (1899)
- "The Physical Geography of the Lands", Popular Science Monthly 2: str. 157-170 (1900)

## Vanjske poveznice
- William Morris Davis: No Erosion of Impact  Arhivirana inačica izvorne stranice od 30. srpnja 2009. (Wayback Machine)
- Stages in the fluvial cycle of erosion (ilustrirano)  Arhivirana inačica izvorne stranice od 3. srpnja 2015. (Wayback Machine)
- Djela Williama Morrisa Davisa  Arhivirana inačica izvorne stranice od 23. listopada 2008. (Wayback Machine) u knjižnicama (WorldCat katalog)